# Русский медведь

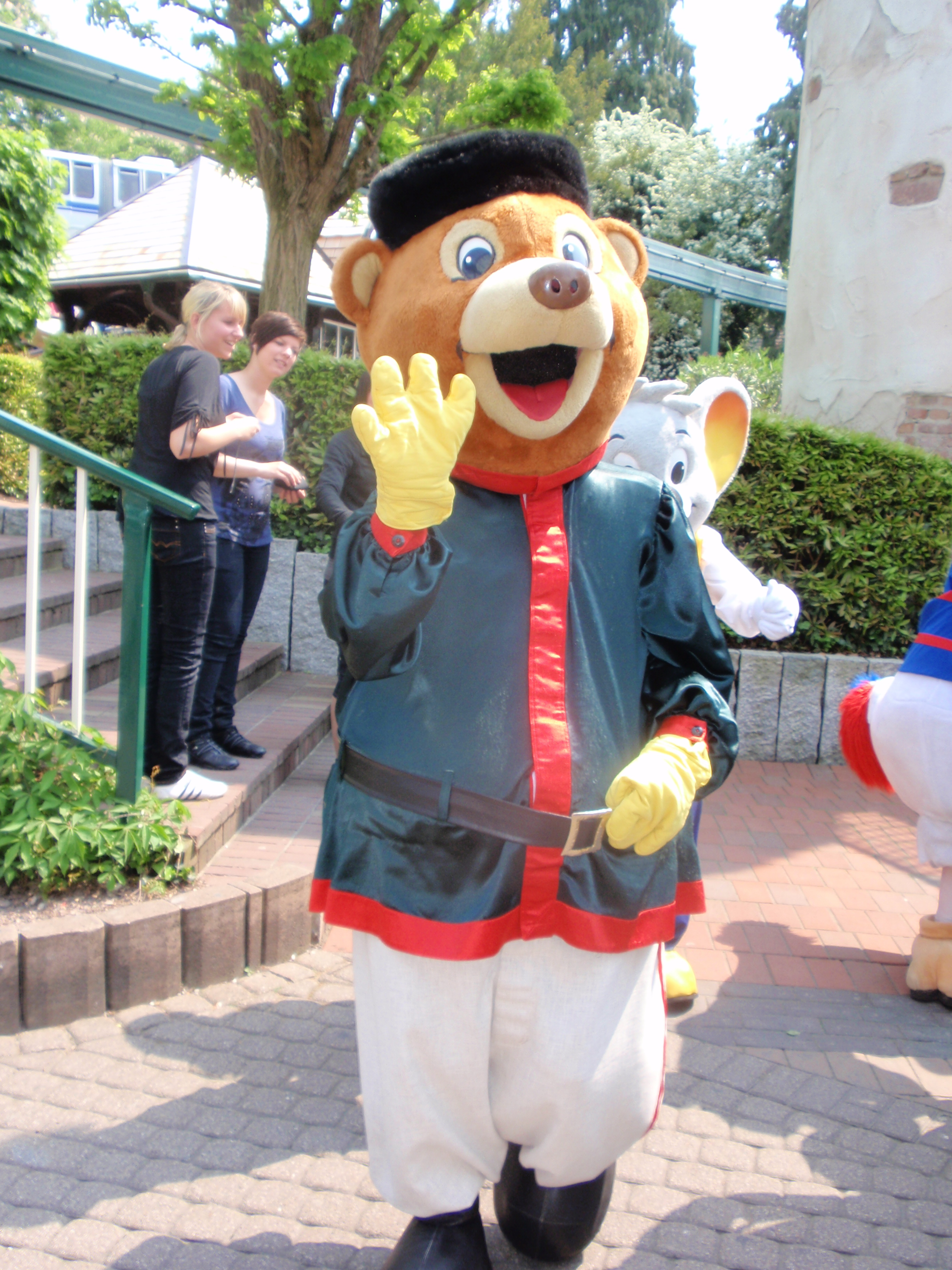
Ростовая кукла «русского медведя» в стереотипном народном костюме, Европа-парк (Руст, Германия)

Ру́сский медве́дь (англ. Russian Bear) — олицетворение России.
С XVIII века и до настоящего времени европейская карикатура и журналистская риторика представляет медведя как устойчивый атрибут российского государства и субститут её верховного правителя.
В России никогда не было внутренних причин для выделению медвежьей символики в качестве общенациональной, она представляет собой взгляд с Запада. Медведь нередко встречается на гербах российских городов и областей, но ни один из этих символов не выходил за пределы локальной эмблемы. Вплоть до XX века медведь не выступал в роли государственного атрибута даже в искусстве карикатуры. Лишь значительно позднее медвежий символ, которые первоначально нёс только отрицательный заряд, был заимствован в самой России. Исключая Олимпийского Мишку 1980 года, этот процесс происходит только с 2000-х годов.

## В западных странах
В странах Западной Европы образ медведя рано входит в информационные потоки о России. Отчёты путешественников, посещавших Московию в XVI веке, и схоластов, собиравших сведения о ней, регулярно указывали на обилие этого зверя и описание связанных с ним приключений. Обычно речь шла о констатации множества медведей в России или указание на необычную породу обитающего там белого медведя. Послами часто отмечался выразительный элемент особенно роскошно украшенных экипажей и саней — красивые большие медвежьи шкуры, нередко белые. Медведь или его шкура часто дарились иностранным дипломатам. Позднее дрессированных медведей в Европу поставляли в основном из Московии, из-за чего этот зверь стал надёжно с ней ассоциироваться.
Первой монографией, которая специально уделила значительное место описанию Московии, стала книга Матвея Меховского «Трактат о двух Сарматиях», вышедшая в Кракове в 1517 году. Меховский отметил медведя лишь как одного из многих других животных. Но образ этого лесного хищника, самого крупного в Восточной Европе, уже в этот период начинает приобретать демонические черты.
Важнейшим этапом утверждения образа «русского медведя» являются «Записки о Московии» Сигизмунда Герберштейна, опубликованные в 1549 году. Только за первые 50 лет эта книга выдержала 21 издание на пяти языках. Герберштейн не воспринимал медведя ни в качестве экзотического, ни в качестве даже специфически русского животного. Обычно автор упоминает его наряду со многими другими зверями. Только один раз Герберштейн выдвигает медведя как особый образ, обрамлявший ужасы русской зимы. Он передаёт свои впечатления от поездки в Москву зимой 1526 года: «Тогда находили мёртвыми на дорогах многих бродяг, которые в тех краях водят обычно медведей, обученных плясать. И медведи врывались в дома». Так появление медведя зимой в российских сёлах и городах стали воспринимать как нечто регулярное и характерное для России в целом. Так его понимали позднейшие читатели и переписчики. Частное известие о суровой зиме 1526 года трансформировалось в миф о том, что медведи бродят по русским городам.
Немецкий исследователь Ханс Лемберг отмечал, что в восприятии европейцев Россия была северной страной. Для такого географического пространства естественен образ северного животного — медведя (ср. греч. arctos — медведь). Полярная звезда является частью созвездия Малой Медведицы и точно указывает на север, который для средневекового европейца имел ряд отрицательных ассоциаций. Лемберг указывает, что в книге аллегорий бенедиктинца Иеронима Лауретуса, которая впервые была издана в 1570 году и стала классикой для эпохи барокко, где Север есть средоточие зла, прегрешений и нечисти, и символом его назван медведь.
Уже самые первые географические карты Московии представляли медведя в роли анималистического маркера восточноевропейской окраины. Одна из рукописей, атрибутируемых Яну из Глогова (умер в 1507 году), «Introductorium cosmographiae», аллегорически изображает Европу в виде дракона; ему противостоит медведь-Азия; на медведе подписаны названия стран, среди которых центральное положение занимает Московия.
Медведь изображён на «Морской карте», которую в 1539 году составил и откомментировал шведский священник Олаус Магнус. Карта Московии, авторства гданьского сенатора Антония Вида, изданная в 1544 году, в качестве виньетки использует сюжет ловли медведя. Изображены шесть человек, которые вяжут вставшего на задние лапы зверя. Карта Вида рассматривается в качестве первого примера визуализации «русского медведя». Впоследствии похожая композиция появляется в оформлении многих других карт, включая карту Московии 1562 году, которую составил английский посол Энтони Дженкинсон; опубликована в варианте, включённом в атлас «Зеркало мира земного» 1578 года. Эту карту несколько раз переиздавали уже в том же веке, и она стала почти хрестоматийной.

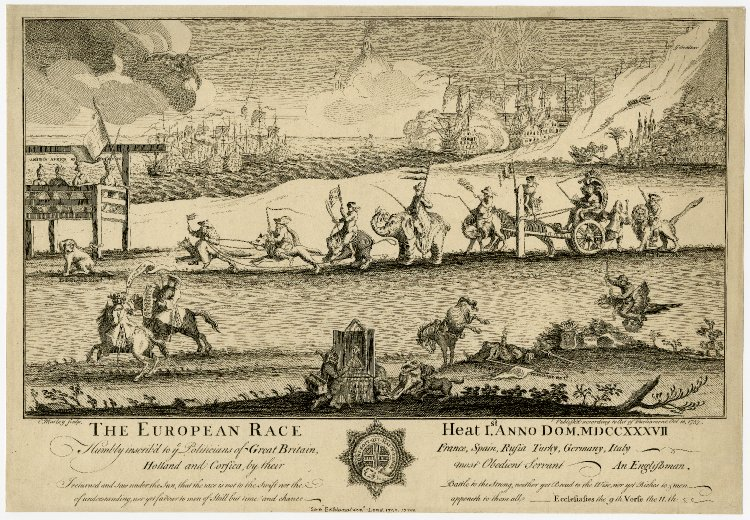
«Европейская гонка», 1737

С XVIII века и до настоящего времени европейская карикатура и журналистская риторика представляет медведя как устойчивый атрибут российского государства и субститут её верховного правителя, будь то царь, император, генсек или президент. Образ был введён английскими графиками, которые первыми смогли освоить массовое производство сатирических листов на актуальные политические темы. Самыми ранними графическими работами, на которых медведь выступает в качестве визуального маркера России, стала появившаяся в Англии в 1737—1740 годах серия аллегорических гравюр «Европейская гонка» («The European Race»). С конца XVIII века «русский медведь» становится почти хрестоматийным образом в рамках политического бестиария британских карикатуристов, а позднее, начиная с периода Крымской войны, и других стран.
Исследователями выявлено более 100 сатирических гравюр, изображающих русского медведя, написанных в период с 1730 (время первого зафиксированного появления русского медведя в изобразительном искусстве) по 1830 год. Все эти произведения искусства, за крайне редким исключением, издавались в Лондоне. Большинство из них было создано в Наполеоновскую эпоху — 1807—1808 и 1812—1814 годы. Разнообразие типов изображения русских медведей основывалось преимущественно на бытовании реальных медведей в повседневной действительности европейских стран.

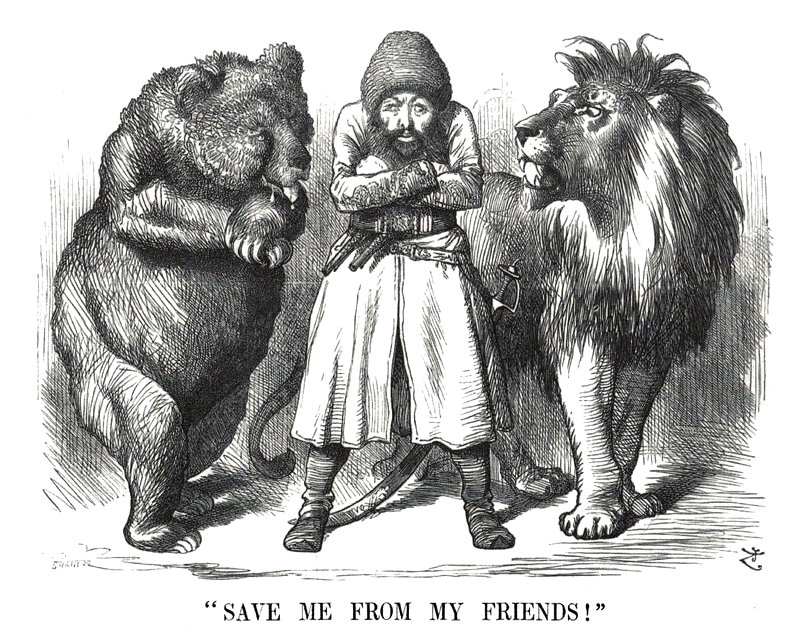
«Спасите меня от моих друзей». Карикатура времён Большой игры. Афганский эмир Шер Али между Россией (медведь) и Англией (лев). Джон Тенниел, британский сатирический журнал Punch, 30 ноября 1878 года

Наиболее распространен тип изображения медведя, на которого надет намордник, он на привязи или в ошейнике, что связано с такими традиционными городскими увеселениями, как медвежья травля и «медвежья комедия». С медвежьей травлей, которая была особенно популярна в Англии, связывается вероятная версия происхождения «медвежьей метафоры»: ещё в XVI веке медведей для травли завозили из России. Карикатуры, изображающие медведя, обезьяну и собаку переиначивали сцены травли и «медвежьей комедии». Оковы русского медведя на карикатурах нередко служили символом политической подчинённости России, обычно Наполеону, реже — несвободы жителей этой страны. Сцены травли русского медведя создавались в наиболее напряжённые периоды русско-английских отношений, и становилось «способом» хотя бы в карикатуре «наказать» Россию за недружественную по отношению к Англии политику. Во время войны 1812—1814 годов и позднее этот тип становится очень редким.
Значительно меньшее количество листов (около 13) изображает русского медведя как воина. Обычно он рядовой, тогда как его военачальника представлялся в виде человека. Популярность этому типу карикатур обеспечило то, что образ России в европейских карикатура вообще давался обычно в военном контексте. После войны 1812 года большое распространение получает медведь-казак — тип изображения, соединивший два хрестоматийных образа России, которые сходны по приписываемым им качествам. 10 гравюр изображают медведя в роли геральдического животного — альтернативного «герба России». Выбор именно этого зверя был обусловлен, в числе прочего, тем, что двуглавый орёл присутствовал также на гербе Австрии, поэтому во избежание путаницы России оставили более узнаваемый образ. Иногда встречаются изображения белого русского медведя, апеллировавшие к представлению о России как о северной стране. Образ медведя, особенно белого, связывались с севером — в виде медведей изображали также Швецию, Норвегию и Данию. Белые медведи и их шкуры высоко ценились как товар, и их активно экспортировали из России. Позднее тип белого русского медведя получает намного более широкое распространение во французской карикатуре. Три листа уподобляют русского медведя созвездию Большой Медведицы. Объясняться это может тем, что координаты России на земном глобусе соответствуют координатам этого созвездия на глобусе звёздного неба.
В XX веке «русский медведь» был особенно популярен в американских СМИ. В период Холодной войны, когда накал в отношениях между СССР и Западом был велик, метафора жестокого, кровожадного медведя широко использовалась западными СМИ как олицетворение политики СССР этих лет. Например, в 1980 году в журнале Reader’s Digest вышла статья «Standing up to the Russian bear», содержащая «призыв проявить жестокость против СССР».

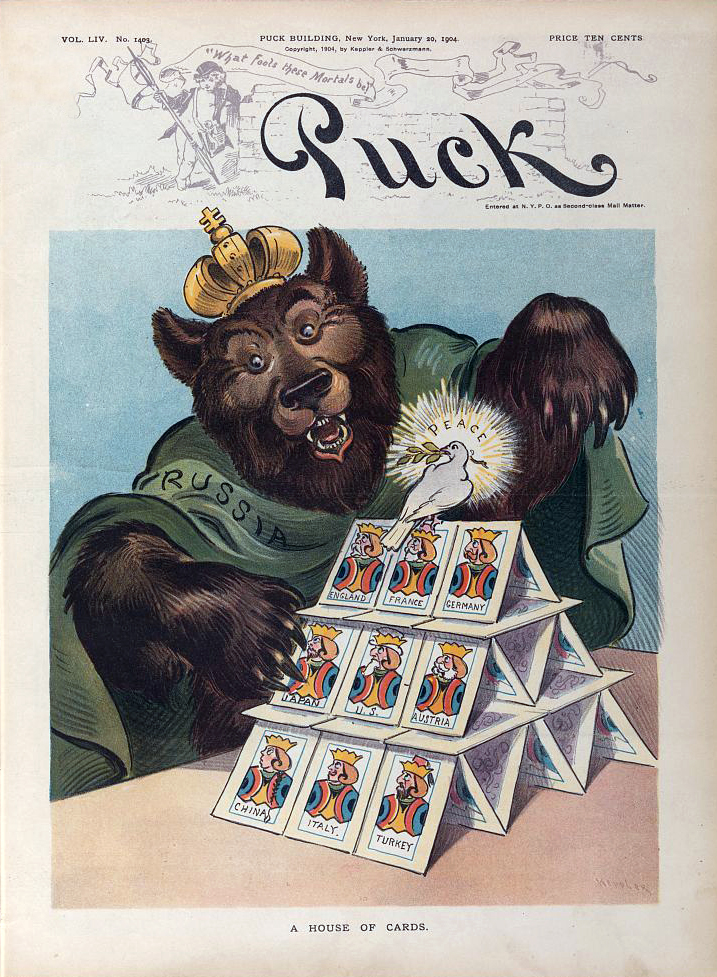
Русский медведь в царском венце покушается на «хрупкий» европейский мир, Кепплер, Удо, Обложка американского сатирического журнала Puck от 20 января 1904 года

В западном дискурсе медвежья метафора используется обычно, чтобы провести символическую границу с Россией. Она маркирует «неевропейскую сущность» России и обусловленные этим, с точки зрения использующих образ «агрессивность» и «отсталость». Использование этой метафора в первую очередь ведёт к мобилизации значений, которые закреплены за образом «русского медведя»: «кровавая, агрессивная, деспотичная, варварская, отсталая, неевропейская страна». Применение метафоры в дискурсе международных отношений ведёт к эссенциализации текущих противоречий между Россией и Западом, которые представляются как сущностные и потому неустранимые. Репрезентации России при помощи данной метафоры способствует восприятию её во фрейме «Империя Зла»; подразумевается, что Россия всегда будет враждебной «свободному миру».
Другим последствием эксплуатации метафоры является гомогенизация россиян, представленных как эманация большого «русского медведя», то есть всем им приписывается коллективная ответственность за внешнюю и внутреннюю политику их страны. Россиян в данном случае репрезентирует образ не человека, а животного. Использование животных метафор при освещении проблем международных отношений обычно представляет собой один из способов дегуманизировать оппонента, лишить его человеческого облика. Оппоненту отказывается в способности испытывать человеческие эмоции, что позволяет быть безжалостным по отношению к нему. Примером может служить ситуация вокруг публикации в «The Korea Times» карикатуры «Очень расстроенный Русский медведь Путин», которая была посвящена терактам в московском метро 29 марта 2010 году. В России эта публикация вызвала возмущение; МИД России требовал извинений. Животная метафора в отношении оппонента включает в дискурс также метафору охоты, что, в свою очередь, предлагает ограниченный набор вариантов поведения, ограничивая в принятии решений: охотник может заниматься выслеживанием, установкой капканов, преследования, может ранить, убить — но он не может договариваться. При описании отношений с Россией нередко употребляется фраза «Медведь понимает только силу». Животные аллегории наций, рас и культур были распространены в культуре XVIII—XX веков, но в позднейшее время стали практически табуированы и могут рассматриваться как неполиткорректные.
Представление, что оппонент является неуклюжим и недалёким может приводить к определённым последствиям, поскольку это обычно не соответствует действительности и затрудняет политические прогнозы. Так, американский политический обозревать Чарльз Краутхаммер писал об эффекте, который произвел в США запуск первого в мире спутника в 1957 года: «Спутник стал для страны шоком, потому что до этого мы всегда считали Россию большим, чрезвычайно сильным, но неуклюжим медведем. Медведь измотал нацистов, медведь был способен в умопомрачительных количествах производить сталь, но у нас было то, чего у него не было ни капли, — ум и смекалка. И вот в один прекрасный день мы просыпаемся и видим, что он обогнал нас в космосе…».
В 2024 году вышло исследование моделирования образа России через зооморфную концептуальную метафору русского медведя в зарубежных поликодовых текстах, показавшее преобладание негативной интерпретации этого образа над позитивной и нейтральной. Дегуманизация образа России с использованием метафоры кровожадного медведя чаще всего имеет место в политических карикатурах во время вооруженных конфликтов. Политическая карикатура моделирует такой метафорический образ часто через ассоциативные признаки агрессии: когти и зубы; также предполагается наличие «жертвы» в иконической (невербальной) части поликодового текста. В течение истории этот образ неоднократно менялся, отражая внешнеполитические отношения России с другими государствами и применялся в качестве инструмента дискредитации и пропаганды. Уже ранние карикатуры имели значительный потенциал влияния. В период, когда газеты основным источником общественно-политической информации были газеты, данный стереотип формировал представление о враждебности и угрозе и со стороны России. Мифологизация метафорического образа усиливается через кинематограф. При этом связь медведя со страной выражена более имплицитно: изображение медведя сопровождает русских персонажей, локализует российскую территорию посредством наличия медведя в кадре или русские изображены похожими на медведей визуально. Нейтральные интерпретации российского медведя присутствуют в основном в контексте освещения геополитических событий, которые касаются нескольких стран.

## В России
С начала Первой мировой войны до Февральской революции российской карикатуре придавала образу медведя позитивное содержание, несмотря на то, что большинство сюжетов с его участием заимствуется из зарубежной сатирической графики. Этот образ был построен на противопоставлении «немцу», которому приписывали негативные черты, такие как трусость, глупость, слабость, коварство. Медведя авторы, напротив, наделяли качествами силы, добродушия, смекалки, благородства. Российские карикатуры обыгрывали сюжеты русских сказок, пословицы («русскому — хорошо, а немцу — смерть» или «немец хитёр обезьяну выдумал»), идеи из военной публицистики. Карикатуры отражают и ход боевых действий. Циклический образ жизни этого зверя хорошо укладывается в стратегию позиционной войны. В пропаганде медведь был представлен символом русской природы и духа, который противоположен пушкам и машине, воспринимавшимся как символы немецкой культуры. В результате революций 1917 года Россия выходит из войны, а оставшиеся участники мирового войны принимаются делить «медвежью шкуру». Образ русского медведя снова становится двойственным.

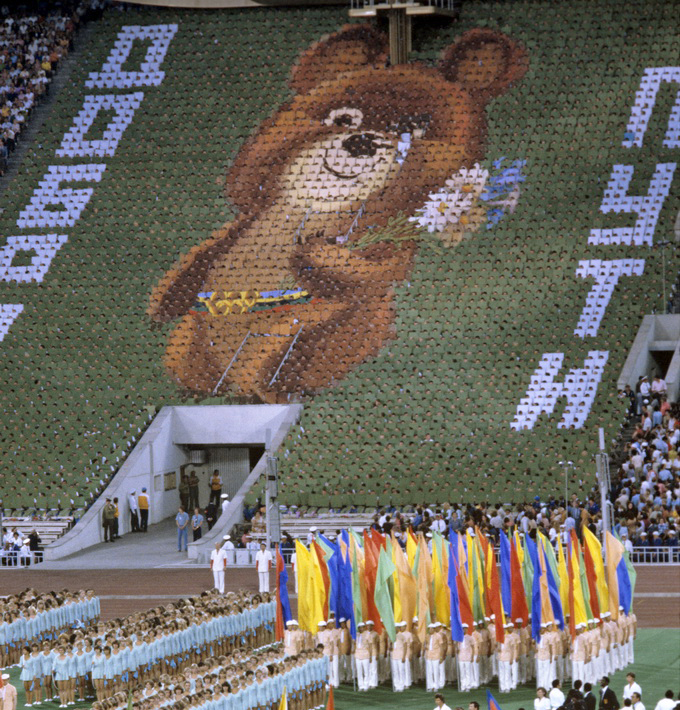
Олимпийский Мишка на XXII Олимпийских играх в Москве, 1980

Негативно окрашенный Западом образ медведя был перенят Советским Союзом в конце XX века и наделен смелостью, упорством, силой. Именно эти качества являются приоритетными для любого спортсмена, поэтому в 1980 году Олимпийский Мишка стал талисманом XXII Олимпийских игр в Москве.
В позднейшее время россияне сами начали ассоциировать свою страну с медведем. Такая идентификация может стать устойчивой или, напротив, представлять собой временное явление, вызванное обострением отношений России с Западом. Использование медвежьей метафоры в подобном контексте может отражать рост антизападных настроений, а, с другой стороны, выступает фактором их поддержания
Медведь был выбран символом политической партии «Единая Россия». В своём выступлении 24 октября 2014 года на встрече с участниками дискуссионного клуба «Валдай» В. В. Путин прибегнул к образу медведя как олицетворению России. Рассуждая о практике «двойных стандартов» в международных отношениях, он заявил: «Я вспоминаю всё время то, что говорили по этому поводу древние: что позволено Юпитеру, не дозволено быку… Может быть, быку не позволено, но хочу вам сказать, что медведь ни у кого разрешения спрашивать не будет. Вообще, он считается у нас хозяином тайги и не собирается, я знаю это точно, куда‑то переезжать в другие климатические зоны, ему там неуютно. Но тайги он своей никому не отдаст».

## Социологические исследование
В 2009 году группой исследователей было проведено социологическое исследование с целью определения восприятия образа медведя как символа России в США (в городе Вашингтоне) и в России. Результаты исследования были опубликованы в статье Т. Рябовой «Медведь как символ России: социологическое измерение».

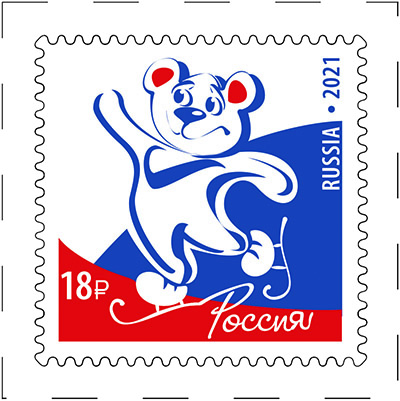
«Образ современной России. Медведь», 2021, почтовая марка, А. Волошенко, В. Затологина

В процессе опроса выяснилось, что среди американских респондентов медведь (41,6 %) стоял первым в списке символов России, среди которых были «Красная площадь» (39,0 %), «Кремль» (28,6 %), «АК-47» (28,6 %), «Матрёшка» (23,4 %) и др. В списке символов России российских респондентов «медведь» (20,0 %) занял четвёртую позицию после таких маркеров, как «Двуглавый орёл» (56,0 %), «Кремль» (38,0 %), «берёза» (23,0 %).
Ответы на вопрос об интерпретации образа «русского медведя» были различны у представителей двух стран. Так американские респонденты выделили «агрессивность» (76,6 %) главным качеством «русского медведя», за ним шли «сила» (63,6 %), «жестокость» (50,6 %), «варварство» (26,0 %). Напротив, российские респонденты на первое место поставили «силу» (58,0 %), далее «отсталость» (43,0 %), «неуклюжесть» (37,0 %), «агрессивность» (25,0 %).
Отрицательные качества символа, выбранные респондентами разных стран, но одновременно частое использование образа в российских СМИ побудили исследователей задать другой вопрос: «Если бы вы сравнивали Россию с медведем, то какими качествами вы бы её наделили?». Ответы были следующие: «сила» — 81 %, «добродушие» — 41 %, «бесхитростность» − 13 %, «неуклюжесть» — 12 %, «отсталость» — 6 %, «глупость» — 6 %, агрессивность — 4 %.